# Inmigración irlandesa en Canadá
La población de irlandeses y sus descendientes en Canadá es producto de una intensa ola de inmigración proveniente de Irlanda. Alrededor de 1,2 millones de inmigrantes irlandeses llegaron entre 1825-1970, por lo menos la mitad de ellos en el período 1831-1850. En 1867, eran el segundo grupo étnico más grande (después de los franceses), y representaba el 24% de la población total de Canadá. El censo nacional de 1931 contaba 1.230.000 canadienses de ascendencia irlandesa, la mitad de los cuales vivía en Ontario. En 1931, alrededor de un tercio eran católicos y dos tercios protestantes.
Los inmigrantes irlandeses eran en gran parte protestantes antes de los años de hambruna de la década de 1840, cuando los católicos llegaron en gran número. Sin embargo, la mayoría católica irlandesa a partir de 1850, se dirigió a los EE. UU., Inglaterra y Australia.
El censo de 2006 llevado a cabo por Statistics Canada, la oficina estadística oficial de Canadá, reveló que los irlandeses eran el cuarto grupo étnico más numeroso con 4.354.000 canadienses con ascendencia irlandesa completa o parcial, o el 14% de la población total del país. Esto fue un aumento importante y significativo de 531.495 desde el censo de 2001, que contó con 3.823.000 encuestados citando etnia irlandesa.

## Los irlandeses en Canadá

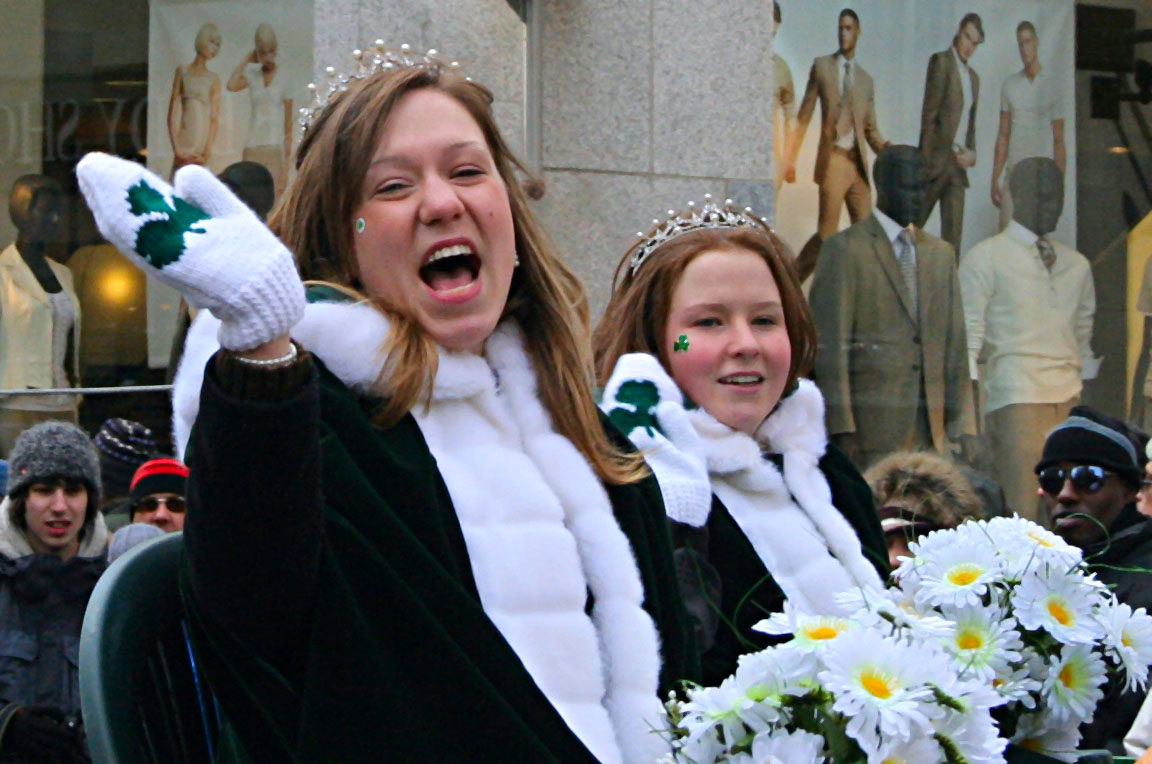
Desfile de San Patricio en Montreal.

Los irlandeses tienen una larga y rica historia en Canadá desde hace siglos atrás. La primera presencia irlandesa registrada en el área del actual Canadá data de 1536, cuando pescadores irlandeses de Cork viajaron a Terranova.
Después del asentamiento permanente en Terranova por los irlandeses a comienzos del siglo XIX, la gran mayoría de Waterford, el aumento de la inmigración de los irlandeses en otras partes de Canadá comenzó en las décadas posteriores a la Guerra de 1812. Entre los años 1825 a 1845, el 60% de todos los inmigrantes en Canadá eran irlandeses; en 1831 solamente, unos 34.000 llegaron a Montreal.
Sin embargo, el período más agudo de la entrada de los irlandeses en Canadá, en términos de números absolutos, se produjo en el período 1830-1850, cuando llegaron unas 624.000 personas, o 31.000 al año; un número menor llegó a Terranova. Además del Alto Canadá (Ontario), las colonias marítimas de Nueva Escocia, Isla del Príncipe Eduardo y Nuevo Brunswick, especialmente Saint John, fueron los destinos más populares entre los inmigrantes irlandeses.
Durante este tiempo, Canadá fue el destino de los católicos irlandeses más pobres absueltos de latifundios y dejando los muelles atestados de Liverpool, enumerando a cientos de miles de personas. Las tarifas de pasaje a Canadá eran mucho más bajas que los de los Estados Unidos, Australia y Nueva Zelanda, debido a factores tales como la distancia y el uso de las vacantes, volviendo los barcos de madera para el transporte de las masas.

### Católicos
La gran mayoría de los católicos irlandeses llegaron a Grosse Isle, una isla en Quebec en el río San Lorenzo, donde se encontraba la estación de recepción de inmigración. Miles de personas murieron o llegaron enfermas y fueron tratadas en el hospital (equipado para menos de un centenar de pacientes) en el verano de 1847, de hecho, muchos barcos que llegaban a Grosse-Île había perdido la mayor parte de sus pasajeros y tripulación, y muchos más murieron de cuarentena en ellos o cerca de la isla. De Grosse-Ile, la mayoría de los sobrevivientes fueron enviados a Montreal, donde la comunidad irlandesa existente se había multiplicado. Los niños huérfanos fueron adoptados por familias de Quebec y en consecuencia se convirtieron en Québécois, tanto lingüística como culturalmente.
Muchas de las familias que sobrevivieron, continuaron estableciéndose en el Canadá Occidental (antiguo Alto Canadá, hoy Ontario) o Estados Unidos (muchos hacia Chicago y el Medio Oeste).

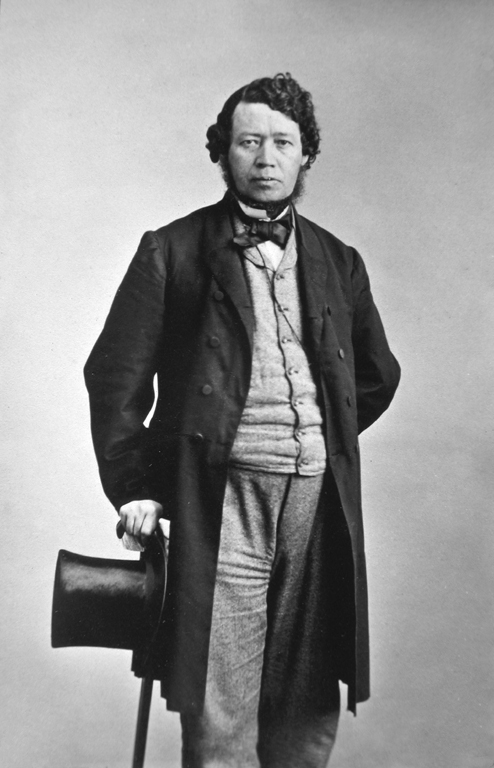
D'Arcy McGee, Padre de la Confederación.

En comparación con los irlandeses en los Estados Unidos o en el Reino Unido, que huyeron de la hambruna, un buen número de los irlandeses en Canadá se establecieron en zonas rurales y no en las ciudades, aunque hay muchas excepciones (sobre todo en Quebec y Nuevo Brunswick, ver más abajo para más información).
Los irlandeses católicos en Canadá sentían la discriminación de los protestantes, sobre todo después de las redadas fenianas, un intento de invasión por los católicos con sede en los EE. UU. en 1866 y 1870. Aunque la comunidad católica irlandesa en Canadá, en parte, condenó los ataques, muchos se debatían entre la lealtad a su nueva patria y el recuerdo de la dura dominación británica en Irlanda. También hubo violentos enfrentamientos con los franco-canadienses de Ontario.
Thomas D'Arcy McGee, un periodista irlandés-montrealés, se convirtió en un Padre de la Confederación en 1867. Un republicano irlandés en sus primeros años, habría moderado su punto de vista en los últimos años y convertirse en un apasionado defensor de la Confederación. Jugó un papel decisivo en la consagración de los derechos educativos de los católicos de las minorías en la Constitución canadiense. En 1868, fue asesinado en Ottawa. Se alegó que un feniano llamado Gaylord O'Neiel Whelan fue el asesino, atacando a McGee por sus recientes declaraciones anti-redadas. Esto fue llamado más tarde en tela de juicio, y muchos creen que Whelan fue acusado falsamente como un chivo expiatorio en el asesinato.
Después de la Confederación, los católicos irlandeses enfrentaron más opresión, probablemente a causa de su fe en lugar de su origen étnico. Esto era especialmente cierto en la provincia de Ontario, de mayoría protestante, que estaba bajo el dominio político de la ya arraigada anticatólica Orden de Orange, a excepción de Ottawa. El himno "The Maple Leaf Forever", escrita y compuesta por inmigrantes escoceses y el "orangista" Alexander Muir, refleja el punto de vista sobre la lealtad británica del Úlster de muchos canadienses protestantes de la época. Sin embargo, las tensiones disminuyeron en 1900.

## Demografía
Las siguientes estadísticas son del censo 2006 de Canadá.
| Provincia/Territorio      | Canadienses de ascendencia irlandesa (población) | Porcentaje de la población |
| ------------------------- | ------------------------------------------------ | -------------------------- |
| Alberta                   | 539,160                                          | 16.6%                      |
| Columbia Británica        | 618,120                                          | 15.2%                      |
| Manitoba                  | 151,915                                          | 13.4%                      |
| Nuevo Brunswick           | 150,705                                          | 21.0%                      |
| Territorios del Noroeste  | 4,860                                            | 11.8%                      |
| Nueva Escocia             | 195,365                                          | 21.6%                      |
| Terranova y Labrador      | 107,390                                          | 21.5%                      |
| Nunavut                   | 1,220                                            | 4.2%                       |
| Ontario                   | 1,988,940                                        | 16.5%                      |
| Isla del Príncipe Eduardo | 39,170                                           | 29.2%                      |
| Quebec                    | 406,085                                          | 5.5%                       |
| Saskatchewan              | 145,480                                          | 15.3%                      |
| Yukón                     | 5,735                                            | 19.0%                      |
| Canadá                    | 4,354,155                                        | 13.9%                      |

## Inmigración irlandesa por provincia

### Quebec

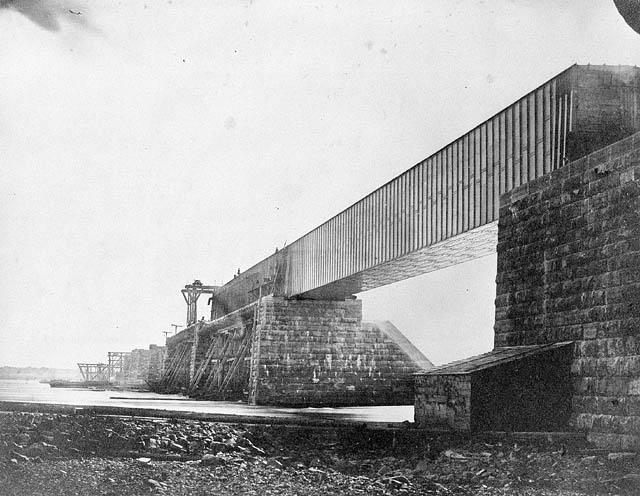
El Puente Victoria en construcción en Montreal, fotografeado por William Notman.

Los irlandeses establecieron comunidades en las zonas urbanas y rurales de Quebec. Los inmigrantes irlandeses llegaron en gran número a Montreal durante la década de 1840 y fueron contratados como mano de obra para construir el puente Victoria, viviendo en un campamento al pie del puente. En este caso, los trabajadores desenterraron una fosa común de 6.000 inmigrantes irlandeses que habían muerto cerca de Windmill Point con el brote de tifus de 1847-48. La piedra conmemorativa irlandesa o "Roca Negra" (Black Rock), como se le conoce comúnmente, fue erigida por los trabajadores del puente para conmemorar la tragedia.
Los irlandeses se establecerían permanentemente en los muy unidos barrios populares de Pointe-Saint-Charles, Griffintown y Goose Village, de Montreal. Con la ayuda de la Iglesia católica de Quebec, establecerían sus propias iglesias, escuelas y hospitales. La Basílica de San Patricio fue fundada en 1847 y sirvió a los montrealeses católicos de habla inglesa durante más de un siglo. El Loyola College fue fundado por los jesuitas para servir en su mayoría a la comunidad irlandesa católica de habla inglesa de Montreal en 1896. El Saint Mary's Hospital fue fundado en la década de 1920 y continúa sirviendo en la actualidad a población anglófona de Montreal. El Desfile del Día de San Patricio en dicha ciudad es uno de los más antiguos de América del Norte, que se remonta a 1824. Anualmente atrae a una multitud de más de 600.000 personas.

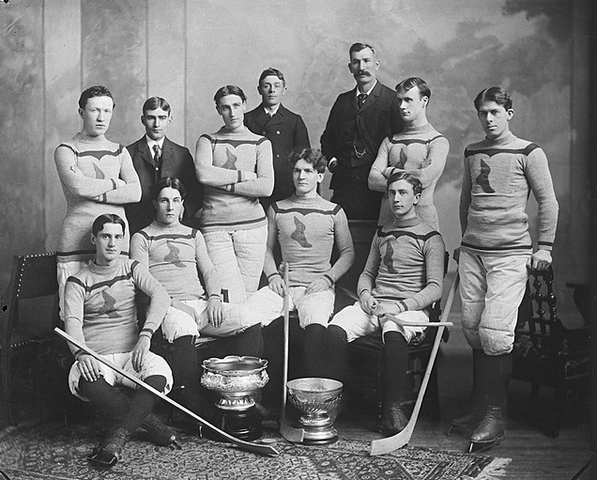
Los Montreal Shamrocks con la Copa Stanley de 1899.

Los irlandeses también se conformarían en grandes cantidades en la ciudad de Quebec y establecerían comunidades rurales en otros lugares de la provincia, particularmente en regiones como Pontiac, Gatineau y Papineau donde había una industria maderera activa. Sin embargo, la mayoría se trasladaría hacia ciudades más grandes de América del Norte.
Muchos inmigrantes irlandeses también se asimilaron a la sociedad franco-canadiense. Después del desastre de Grosse-Île (véase más arriba), muchos niños irlandeses quedaron como huérfanos en un país nuevo. La Iglesia católica se las arreglaría para que dichos niños sean adoptados por los franco-canadienses en el Bajo Canadá. Algunos de estos niños mantienen sus apellidos irlandeses (Caissie a Kessy, Riel a Reilly, etc). Una religión católica en común también permitió a los inmigrantes irlandeses a casarse con los franco-canadienses, y los niños con frecuencia hablarían francés como primera lengua.
Hoy en día, muchos quebequenses tienen ascendencia irlandesa. Ejemplos de ello son Daniel Johnson, Ryan Claude, el ex primer ministro Jean Charest, y el fallecido Georges Dor (nacido Georges-Henri Dore). Los irlandeses constituyen el segundo grupo étnico más grande de la provincia después de los franco-canadienses y una estimación sugiere que hasta el 40 % de los quebequenses francófonos tienen ascendencia irlandesa.

### Ontario
Desde los tiempos de los primeros asentamientos europeos en los siglos XVII y XVIII, los irlandeses habían estado viniendo a Ontario, en pequeñas cantidades y en el servicio de la Nueva Francia como misioneros, soldados, geógrafos y cazadores de pieles.
Después de la creación de la Norteamérica británica en 1763, irlandeses protestantes, y tanto anglicanos como escoceses presbiterianos del Úlster habían estado emigrando durante décadas al Alto Canadá, algunos como legitimistas unidos del imperio o directamente del Úlster.
En los años posteriores a la guerra de 1812, un creciente número de irlandeses, un gran número de católicos, se aventuraban a Canadá para obtener un trabajo en proyectos tales como canales, carreteras, ferrocarriles y de la industria maderera. Los trabajadores eran conocidos como "peones" y construyeron gran parte de la infraestructura inicial en la provincia. Los planes de colonización que ofrecían tierras baratas (o gratis) traían familias de agricultores. Los provenientes de Munster (particularmente Tipperary y Cork) fueron los orígenes frecuentes de estos migrantes. Peter Robinson organizó asentamientos de tierras de colonos católicos en la década de 1820, a las zonas rurales del este de Ontario, que ayudó a establecer Peterborough como un centro regional.
Los irlandeses jugaron un papel decisivo en la construcción del Canal Rideau. Junto a los franco-canadienses, miles de irlandeses trabajaron incansablemente en terrenos difíciles. Cientos, si no miles, murieron a causa de la malaria.

#### Hambruna en Irlanda
La Gran Hambruna irlandesa de 1845-1849, tuvo un gran impacto en Ontario. En su pico máximo en el verano de 1847, los barcos cargados de inmigrantes enfermos llegaron en circunstancias desesperadas en los vapores de Quebec a Bytown (que pronto sería renombrada a Ottawa), y los puertos de escala en el Lago Ontario, el principal de ellos a Kingston y Toronto, además de muchas otras comunidades más pequeñas en el sur de Ontario. Ellos vinieron de las tierras en condados como Sligo, Clare, Cavan, Dublín, Wicklow, Limerick y Cork. Las estaciones de cuarentena se construyeron apresuradamente para darles cabida. Enfermeras, médicos, sacerdotes, monjas, compatriotas, algunos políticos y ciudadanos comunes les ayudaron. Miles de personas murieron en Ontario ese verano, mayormente de tifus.
Cómo un asentamiento permanente dependía de las circunstancias. El caso en cuestión, la inmigración irlandesa al Condado de Hastings del Norte, Canadá Occidental, se produjo después de 1846. La mayoría de los inmigrantes fueron atraídos a Hastings por concesiones de tierras libres a partir de 1856. Tres asentamientos irlandeses se establecieron en el norte de Hastings: Umfraville, Doyle's Corner, y O'Brien Settlement. Los irlandeses fueron principalmente católicos. Las malas cosechas en 1867 detuvieron el programa de carreteras cerca de los asentamientos irlandeses, y los colonos que salieron después superaron a los recién llegados. En 1870, sólo los colonos exitosos, la mayoría de los cuales eran agricultores que criaban animales de pastoreo, se mantuvieron.
Un auge económico y un rápido crecimiento en los años posteriores a su llegada permitió a muchos hombres irlandeses obtener un empleo estable en la red ferroviaria de rápida expansión, la construcción en las ciudades o en la industria maderera, algunos aventurándose a las partes más remotas del este, centro y norte Ontario. Las mujeres a menudo entrarían en servicio doméstico. Otros cultivaban las relativamente baratas, tierras de cultivo en el sur de Ontario. Hubo una fuerte presencia irlandesa en el Ontario rural en comparación con sus hermanos en el norte de los EE. UU., pero también eran numerosos en los pueblos y ciudades. Las generaciones posteriores de estos inmigrantes más pobres se encontraban entre los que se levantaron a la prominencia en los sindicatos, las empresas, el derecho, las artes y la política.
Redclift (2003) llega a la conclusión de que muchos de los mil millones de migrantes, principalmente de origen británico e irlandés, que llegaron a Canadá a mediados del siglo XIX beneficiados de la disponibilidad de tierras y la ausencia de barreras sociales a la movilidad. Esto les permitió pensar y sentir como ciudadanos del nuevo país de una manera que se les negaba en el viejo país.
Akenson (1984) argumenta que la experiencia canadiense de inmigrantes irlandeses no es comparable a la estadounidense. El autor sostiene que el predominio numérico de los protestantes en el grupo nacional y la base rural de la comunidad irlandesa negaron la formación de guetos urbanos y permitió una relativa facilidad en la movilidad social. En comparación, los irlandeses estadounidenses en el noreste y el medio oeste fueron predominantemente católicos, vivienda urbana, y guetos. Hubo, sin embargo, la existencia de guetos irlandeses centrados en Toronto (Cabbagetown, Trinity Niagara, the Ward) en la periferia del desarrollo urbano, por lo menos para las primeras décadas después de la hambruna y en el caso de Trefann Court, un bastión contra vivienda pública y la renovación urbana, hasta la década de 1970. Este fue también el caso en otras ciudades canadienses con importantes poblaciones irlandesas católicas como Montreal, Ottawa y Saint John, pero estos guetos, como los estadounidenses, no eran irlandeses en su totalidad.
Asimismo, los nuevos historiadores del trabajo creen que el aumento de los Caballeros del Trabajo hicieron que los Orange y los irlandeses católicos en Toronto resuelvan su odio generacional y se dedicaran a formar una cultura obrera en común. Esta teoría supone que la cultura católica irlandesa era de poco valor, para ser rechazada con tanta facilidad. Nicolson (1985) sostiene que ninguna teoría es válida. Dice que en los guetos de Toronto la fusión de la cultura campesina tradicional irlandesa con el catolicismo produjo un vehículo nuevo, urbano, étnico-religioso - Catolicismo tridentino irlandés. Esta cultura se extendió desde la ciudad hasta el interior del país y, a través del área metropolitana de vinculación, a través de Ontario. El privatismo creó una sociedad irlandesa cerrada, y, mientras que los católicos irlandeses colaboraron en las organizaciones laborales para el bien del futuro de su familia, nunca compartieron el desarrollo de una nueva cultura obrera con sus viejos enemigos, los Orange.

#### Confederación
Con la Confederación Canadiense en 1867, a los católicos se les concedió una junta escolar independiente. A través de los últimos años del siglo XIX y principios del siglo XX, la inmigración irlandesa en Ontario continuó pero a ritmo más lento, en gran parte mediante la reunificación familiar. La inmigración de irlandeses en Ontario (junto con otros grupos) se produjo durante este período que siguió a las crisis económicas, la tierra nueva disponible y los auges mineros en los EE. UU. o del Canadá Occidental. Lo contrario es cierto para aquellos con ascendencia irlandesa que emigraron a Ontario desde las provincias marítimas y Terranova en busca de trabajo, sobre todo desde la Segunda Guerra Mundial.
En 1877, ocurrió en London, Ontario, un gran avance en las relaciones entre irlandeses católicos y protestantes de Canadá. Esta fue la fundación de la Sociedad de Beneficencia de Irlanda, una hermandad de hombres y mujeres irlandesas de religiones católicas y protestantes. La sociedad promovía la cultura irlandés-canadiense, pero estaba prohibido a los miembros hablar de política irlandesa al reunirse. Hoy, la sociedad sigue funcionando.
Algunos escritores han asumido a los irlandeses del siglo XIX en América del Norte como una sociedad empobrecida. DiMatteo (1992), utilizando datos de los registros de sucesiones en 1892 demuestra que esto es falso. Los nacidos en Irlanda y los nacidos en Canadá de origen irlandés tuvieron una riqueza acumulada de manera similar, y que ser irlandés no era una desventaja económica por la década de 1890. Los inmigrantes de las décadas anteriores pueden haber experimentado mayores dificultades económicas, pero en general los irlandeses en Ontario en 1890 disfrutaron niveles de riqueza en consonancia con el resto de la población.
En 1901, los irlandeses católicos y los escoceses presbiterianos de Ontario estaban entre los más propensos a poseer hogares, mientras que los anglicanos eran sólo moderadamente "buenos", a pesar de su tradicional asociación con la élite de Canadá. Los católicos francófonos en Ontario alcanzaron la riqueza y el estatus con menos facilidad que los protestantes y los católicos irlandeses. Aunque las diferencias en los logros existía entre personas de diferentes confesiones religiosas, la diferencia entre los católicos irlandeses y protestantes irlandeses en zonas urbanas de Canadá era relativamente insignificante.

#### sigloXX
Ciani (2008) llega a la conclusión de que el apoyo de la Primera Guerra Mundial fomentó una identidad entre los católicos irlandeses como ciudadanos leales y ayudó a su integración en el tejido social de la nación. Michael Francis Fallon contribuyó a estos cambios como obispo de Londres. Sin embargo, el motivo principal de Fallon era avanzar en la causa de los católicos de Irlanda en Canadá y en el extranjero. Él ignoró en gran medida los intereses de los católicos franco-canadienses, era un opositor vocal de la educación bilingüe, y siempre favoreció a aquellos de ascendencia irlandesa para el avance en la Iglesia y el gobierno. Como resultado, los franco-canadienses no participaron en los esfuerzos de Fallon para apoyar el esfuerzo de guerra y se hicieron más marginados en la política y sociedad canadiense.

#### Presente
Hoy en día, el impacto de la inmigración irlandesa masiva del siglo XIX en Ontario es evidente en el número de aquellos quienes informan tener origen irlandés en la provincia, con alrededor de 2 millones de personas, casi la mitad del total de los canadienses que afirman tener ascendencia irlandesa. En 2004, el 17 de marzo fue proclamado "Día del Patrimonio irlandés" por la legislatura de Ontario en reconocimiento a la inmensa contribución de Irlanda al desarrollo de la provincia. Además, en Ontario se encuentra la única Gaeltacht o "área donde se habla la lengua irlandesa" fuera de Irlanda, como es reconocido por el gobierno irlandés.
Con la recesión de la economía de Irlanda en 2010, los irlandeses vuelven a venir a Canadá en busca de trabajo. Algunos vienen con visas de trabajo y viajes.

### Nuevo Brunswick
El valle del río Miramichi, recibió una importante inmigración irlandesa en los años anteriores a la hambruna de la papa. Estos colonos tendían a ser mejores y mejor educados que los llegados en oleadas posteriores, que vinieron de la desesperación. A pesar de haber venido después que los escoceses y los acadios franceses, se hicieron su lugar en esta nueva tierra, uniéndose mediante matrimonio con los escoceses católicos de las Highlands, y, en menor medida, con los acadios. Algunos, como Martin Cranney, ostentaron cargos de elección popular y se convirtieron en los líderes naturales de la comunidad irlandesa aumentada después de la llegada de los inmigrantes de la hambruna. Los primeros irlandeses llegaron al Miramichi porque era fácil de llegar con barcos de madera, parando en Irlanda antes de regresar a Chatham y Newcastle, y porque proporcionaba oportunidades económicas, especialmente en la industria maderera.
Durante mucho tiempo como una colonia exportadora de madera, Nuevo Brunswick se convirtió en el destino de miles de inmigrantes irlandeses como refugiados que huían de la hambruna de la papa durante la segunda mitad del siglo XIX, con los buques de carga de madera los cuales proveían pasajes baratos al regresar vacíos a la colonia. Hospitales de cuarentena se localizaban en las islas en la desembocadura de los dos puertos principales de la colonia, Saint John (Isla Partridge) y Chatham-Newcastle (Isla Middle), donde muchos finalmente morirían. Los que sobrevivieron se asentaron en tierras agrícolas marginales en el valle del río Miramichi y en los valles del Río Saint John y Kennebecasis, sin embargo, la dificultad de cultivar estas regiones vio a muchas familias de inmigrantes irlandeses mudarse a las principales ciudades de la colonia dentro de una generación o a Portland, Maine o Boston.
Saint John y Chatham, Nuevo Brunswick, vieron un gran número de inmigrantes irlandeses, cambiando la naturaleza y el carácter de ambas municipalidades. Hoy en día, toda la ciudad unida de Miramichi sigue albergando una gran fiesta irlandesa anual. De hecho, Miramichi es una de las comunidades más irlandesas en América del Norte, en segundo lugar, posiblemente, sólo detrás de Saint John o Boston.

### Isla del Príncipe Eduardo
Durante años, la Isla del Príncipe Eduardo había sido dividida entre católicos irlandeses y protestantes británicos (que incluía a los escoceses del Úlster de Irlanda del Norte). En la segunda mitad del siglo XX, este sectarismo disminuyó y fue finalmente destruido recientemente después de dos hechos. En primer lugar, los consejos escolares católicos y protestantes se unieron en una institución secular, en segundo lugar, la práctica de elegir a dos legisladores para cada asunto provincial (uno católico y otro protestante) fue terminado.

### Terranova
En 1806, la Sociedad de Beneficencia de Irlanda ("BIS", por sus siglas en inglés) fue fundada como una organización filantrópica en San Juan de Terranova. La membresía estaba abierta a residentes adultos de Terranova que eran de nacimiento o ascendencia irlandesa, independientemente de creencias religiosas. El BIS fue fundado como una organización caritativa, fraternal, una organización de clase media, en los principios de "benevolencia y la filantropía", y tenía como objetivo inicial de proporcionar los conocimientos necesarios que permitan a los pobres para mejorar su situación. Hoy la sociedad está todavía activa en Terranova y es la más antigua organización filantrópica en América del Norte.
Los católicos irlandeses de Terranova, principalmente aquellos provenientes del sureste de Irlanda, se establecieron en las ciudades (principalmente en San Juan y partes de la península de Avalon), mientras que los protestantes británicos, principalmente de la zona oeste, se asentaron en las pequeñas comunidades pesqueras. Con el tiempo, los católicos irlandeses se hicieron más ricos que sus vecinos protestantes, que dieron incentivo para protestantes de Terranova para unirse a la Orden de Orange. En 1903, Sir William Coaker fundó la Unión de Protección de los Pescadores (FPU, por sus siglas en inglés) en un Salón de Orange en Herring Neck. Además, durante el plazo de la Comisión de Gobierno (1934-1949), la Logia Orange fue uno de sólo un puñado de organizaciones "democráticas" que existían en el Dominio de Terranova. En 1948, se celebró un referéndum en Terranova en cuanto a su futuro político, los católicos irlandeses apoyaron principalmente un retorno a la independencia de Terranova, tal como existía antes de 1934, mientras que los protestantes apoyaron principalmente el unirse a la Confederación Canadiense. Terranova se unió a Canadá por un margen de 52-48%, y con la llegada de los protestantes en San Juan tras el cierre de la pesquería de bacalao de la costa este, en la década de 1990, los principales problemas se han convertido en un intereses rurales vs intereses urbanos, más que cualquier otra cosa étnica o religiosa.
Para Terranova, los irlandeses dieron los nombres de las familias que aún permanecen en el sureste de Irlanda: Walsh, Power, Murphy, Ryan, Whelan, Phelan, O'Brien, Kelly, Hanlon, Neville, Bambrick, Halley, Dillon, Byrne, Burke, y FitzGerald. Lugares con nombres irlandeses son menos comunes, la mayoría de los monumentos más importantes de la isla siendo ya nombrados por los primeros exploradores franceses e ingleses. Sin embargo, Ballyhack, Cappahayden, Kilbride, St. Bride's, Port Kirwan y Skibereen, todos apuntan a antecedentes irlandeses.
Junto con los nombres tradicionales, los irlandeses trajeron su lengua nativa. Terranova fue uno de los pocos lugares fuera de Irlanda donde la lengua irlandesa era hablada por la mayoría de la población como su idioma principal. De hecho, el irlandés de Terranova es su dialecto distintivo. Mientras que hoy en día, la lengua irlandesa se ha convertido en muy inusual en Terranova, su influencia en el inglés de Terranova, tanto de forma léxica (en palabras como 'angishore' y 'sleveen') y gramatical (el "after" del tiempo pasado de la construcción, por ejemplo), es evidente.
Terranova es el único lugar fuera de Europa con su propio nombre en la lengua irlandesa, Talamh an Éisc, "la tierra de los peces". Los nombres y apellidos de las familias, las características y la coloración, la religión católica predominante, la prevalencia de la música irlandesa - incluso el dialecto y el acento de las personas - son tan evocadores de la Irlanda rural que el autor irlandés Tim Pat Coogan ha descrito a Terranova como "el lugar más irlandés en el mundo fuera de Irlanda".
De acuerdo con el censo de 2001 de Canadá, el mayor grupo étnico en Terranova y Labrador es el de los ingleses (39,4%), seguido por los irlandeses (19,7%), escoceses (6,0%), franceses (5,5%), y las Primeras Naciones (3,2%). Mientras que la mitad de todos los encuestados también identificaron su origen étnico como "canadiense", y un 38% informaron que su origen étnico era "de Terranova" en una encuesta de 2003 de diversidad étnica realizada por Statistics Canada.
En consecuencia, la mayor denominación religiosa solo por el número de adherentes según el censo de 2001 era de la Iglesia católica, con el 36,9% de la población de la provincia (187.405 miembros). Las principales denominaciones protestantes representan el 59,7% de la población, con el grupo más grande siendo la Iglesia Anglicana de Canadá con el 26,1% de la población total (132.680 miembros), la Iglesia Unida de Canadá, con el 17,0% (86.420 miembros) y el Ejército de Salvación con el 7,9% (39.955 miembros), con otras denominaciones protestantes en cantidades mucho más pequeñas. La Iglesia Pentecostal formada por el 6,7% de la población con 33.840 miembros. Los no cristianos componen sólo el 2,7% de la población total, con la mayoría de los encuestados indicando "sin religión" (2,5% de la población total). Según el censo de 2006 de Statistics Canada, el 21,5% de los habitantes de Terranova reclaman ascendencia irlandesa (otras ascendencias importantes de la provincia son 43,2% inglesa, el 7% escocesa, y el 6,1% francesa). En 2006, Statistics Canada ha enumerado los siguientes orígenes étnicos en Terranova, 216.340 ingleses, 107.390 irlandeses, 34.920 escoceses, 30.545 franceses, 23.940 indígenas de América del Norte, etc.
Cabe señalar que la mayor parte de la migración irlandesa a Terranova era pre-hambruna (finales del siglo XVIII y principios del siglo XIX), y dos siglos de aislamiento han llevado a muchas personas de ascendencia irlandesa en Terranova a considerar su identidad étnica como "de Terranova", en lugar de "irlandeses", aunque son conscientes de los vínculos culturales entre ambos.

### Nueva Escocia
Alrededor de uno de cada cuatro neoescoceses es de ascendencia irlandesa, y hay buenos instrumentos de descripción para los genealogistas e historiadores de familias.
Muchos ciudadanos de Nueva Escocia que reclaman ascendencia irlandesa son de origen escocés del Úlster presbiteriano. William Sommerville (1800-1878) fue ordenado sacerdote en la Iglesia Presbiteriana Reformada de Irlanda y en 1831 fue enviado como misionero a Nuevo Brunswick.
Allí, con el misionero Alexander Clarke, formó el Presbiterio Reformado de Nuevo Brunswick y Nueva Escocia en 1832 antes de convertirse en ministro de la congregación West Cornwallis en Grafton, Nueva Escocia, en 1833. Aunque un Covenanter estricto, Sommerville inicialmente atendía a los presbiterianos generalmente en un distrito muy extenso. Los Centros Presbiterianos incluían al Condado de Colchester, Nueva Escocia.
El asentamiento católico irlandés en Nueva Escocia fue restringido tradicionalmente a la zona urbana de Halifax. Halifax, fundada en 1749, se estimaba en alrededor de 16% la población de católicos irlandeses en 1767 y alrededor de un 9% a finales del siglo XVIII. A pesar de las duras leyes promulgadas contra ellos generalmente no se aplicaban, los católicos irlandeses no tenían derechos legales en la historia antigua de la ciudad. La afiliación católica de la legislatura era inexistente hasta casi finales del siglo. En 1829, Lawrence O'Connor Doyle, de ascendencia irlandesa, se convirtió en el primero de su fe para convertirse en abogado y ayudó a superar la oposición a los irlandeses.
Además también existen asentamientos rurales irlandeses a lo largo de la mayor parte del condado de Guysborough, como Erinville (que significa Irishville o Villa Irlandesa)/Salmon River Lake/Ogden/Bantry (nombrado tras la bahía de Bantry, en el Condado de Cork, Irlanda, pero abandonado desde el siglo XIX por mejores tierras agrícolas en lugares como Erinville/Salmon River Lake) donde los apellidos irlandeses son frecuentes y el acento recuerda mucho a los irlandeses, así como la cultura musical (la música tradicional marítima es una de las melodías con estilos irlandeses más tocada en el mundo fuera de Irlanda), la comida, la religión (católica), idioma (habiendo algunos todavía que pueden entender partes de la lengua irlandesa, y siendo la generación de más edad la más fluida a pesar del debilitamiento del idioma en esta zona), el amor por la bebida y el amor por la misma Irlanda. En algunas partes del Condado de Antigonish también hay varios pueblos irlandeses como Cloverville, Ireland y Lochaber, así como en la Isla del Cabo Bretón, en lugares como New Waterford, Rocky Bay, los habitantes de la zona del Lower Rover, y la bahía de Glace, todos aún muy ricos en cultura irlandesa.
Murdoch (1998) señala que la imagen popular de la Isla del Cabo Bretón como un último bastión de las highlands escocesas y específicamente la cultura gaélica distorsiona la compleja historia de la isla desde el siglo XVI. Los Micmac (tribu nativa del lugar) junto a los franceses de Acadia, los escoceses de las tierras bajas, los irlandeses, los lealistas de Nueva Inglaterra y los mismos ingleses, han contribuido a una historia que ha incluido conflictos culturales, religiosos y políticos, así como la cooperación y la síntesis. Los escoceses de las tierras altas se convirtieron en la comunidad más grande en el transcurso del siglo XIX, y su patrimonio musical, folklórico e idiomático ha sobrevivido a la indiferencia del gobierno.

### Las praderas
Mientras que algunos políticos canadienses influyentes anticiparon que las migraciones asistidas de los colonos irlandeses darían lugar a la creación de una «Nueva Irlanda» en las praderas de Canadá (región compuesta por las provincias de Alberta, Saskatchewan y Manitoba), o al menos mejorar el perfil potencial del país como un destino idóneo para los inmigrantes, pero esto no sucedió. Sheppard (1990) analiza los esfuerzos en la década de 1880 del filántropo cuáquero James Hack Tuke, así como los de Thomas Connolly, el agente de emigración irlandesa por el gobierno canadiense. La prensa irlandesa siguió advirtiendo a potenciales emigrantes sobre los peligros y las dificultades de la vida en Canadá, y alentó a los posibles emigrantes a instalarse en su lugar en los Estados Unidos.
La migración irlandesa a las provincias de las praderas tiene dos componentes diferenciados: los que llegaron a través del este de Canadá o los Estados Unidos, y los que venían directamente de Irlanda. Muchos de los hiberno-canadienses que vinieron al oeste estaban bastante bien asimilados, ya que hablaban inglés y entendían las costumbres y leyes británicas, y tendían a ser considerados como una parte del Canadá anglosajón. Sin embargo, esta buena impresión se vio complicada por la división religiosa. Muchos de los originales colonos anglo-canadienses en la Colonia de Red River eran fervientes protestantes lealistas irlandeses, y miembros de la Orden de Orange. Ellos se enfrentaron con el gobierno provisional del líder métis católico Louis Riel durante la Resistencia de Red River, y como resultado Thomas Scott, fue ejecutado, inflamando las tensiones sectarias en el este. En este momento y durante el transcurso de las siguientes décadas, muchos de los irlandeses católicos luchaban por las escuelas católicas separadas en el oeste, pero a veces se enfrentaban con el elemento de francófono de la comunidad católica durante el Manitoba Schools Question. Después de la Primera Guerra Mundial y la resolución "de facto" de la cuestión de escuelas religiosas, cualquier movimiento hiberno-canadiense hacia el oeste fue diluido totalmente dentro la sociedad mayoritaria. El pequeño grupo de origen irlandés que llegó en la segunda mitad del siglo XX solía ser de profesionales urbanos, un marcado contraste con los pioneros agrarios que habían llegado antes.
Alrededor del 10% de la población de Saskatchewan durante 1850-1930 estaba compuesta por personas nacidas en Irlanda o descendientes de irlandeses. Cottrell (1999) examina el impacto social, económico, político, religioso e ideológico de la diáspora irlandesa en la sociedad pionera y sugiere que tanto individual como colectivamente, los irlandeses son un grupo relativamente privilegiado. Las manifestaciones más visibles de la etnia irlandesa intergeneracional - la Iglesia católica y la Orden de Orange - sirvieron como vehículos para la recreación de la cultura irlandesa en las praderas y de foros para la fusión étnica, que integró a personas de origen irlandés con colonos de otras nacionalidades. Los irlandeses fueron así una fuerza vital para la cohesión en una sociedad de diversidad étnica, sino también una fuente de gran tensión con elementos que no compartían su visión de cómo la provincia de Saskatchewan debía evolucionar.

## Protestantes vs católicos
Durante el siglo XIX, las tensiones entre los irlandeses católicos y los protestantes fueron generalizadas en Canadá, con numerosos episodios de violencia, especialmente en las Provincias Marítimas y Ontario.
En Ontario apareció la Orden de Orange (Orange Order), cuyos principales dogmas eran: anticatolicismo y lealtad a Gran Bretaña. Coincidente en gran medida con el asentamiento irlandés protestante, su rol impregnó la vida social, política, comunitaria así como también la vida religiosa de sus seguidores. Espacialmente, se fundaron logias Orange como asentamientos irlandeses protestantes extendidos en dirección norte y oeste del Lago Ontario. A pesar de su número de miembros activos, y por ende de su influencia, que puede haber sido sobrestimada, la influencia de la Orden de Orange fue considerable y comparable a la influencia católica en Quebec.
En 1853, en Montreal, la Orden de Orange organizó disertaciones del fuertemente anticatólico y anti-irlandés exsacerdote Alessandro Gavazzi, resultando en violentos enfrentamientos entre irlandeses y escoceses. Las procesiones por el Día de San Patricio en Toronto eran a menudo interrumpidas por las tensiones, lo que provocó el cancelamiento definitivo del desfile en 1878. Este no fue reinstaurado hasta 1988, 110 años después. Los disturbios en el Jubileo de 1875 sacudieron Toronto en una época en la que las tensiones sectarias habían alcanzado un pico.
Los irlandeses católicos de Toronto eran una minoría asediada entre la población protestante que incluía un gran contingente irlandés protestante fuertemente comprometidos con la Orden de Orange.

## Hiberno-canadienses notables
- Ed Broadbent - Político y politólogo
- Morley Callaghan - Novelista y dramaturgo
- Stompin' Tom Connors – Músico de country y folk
- Denny Doherty - Cantautor de The Mamas & the Papas
- Thomas D'Arcy McGee – Padre de la Confederación
- Shenae Grimes - Actriz
- Jill Hennessy - Actriz
- W. P. Kinsella - Novelista y escritor de cuentos cortos
- Paul Martin - Primer ministro de Canadá
- Logan McGuinness - Boxeador profesional de categoría Súper Pluma. Récord 17-0 (9 KO's)
- Brian Mulroney – Primer ministro de Canadá
- Owen Nolan - Jugador profesional de hockey de la NHL
- Sir John Thompson - Primer ministro de Canadá
- Mary Walsh – Comediante
- Justin Bieber - Cantante